# Meridiano blu. Alla ricerca del grande squalo bianco
Meridiano Blu. Alla ricerca del grande squalo bianco è un romanzo dello scrittore statunitense Peter Matthiessen.
Il libro è il racconto, in forma di autobiografia, della spedizione effettuata tra il 1969 e il 1970, da un'équipe di cineasti e subacquei allo scopo di ricercare e filmare per la prima volta il grande squalo bianco nel suo ambiente naturale, le immense distese d'acqua del mare aperto. Il progetto della missione nacque da un'idea di Peter Gimbel, magnate statunitense ed appassionato fotografo e cineasta subacqueo (fu il primo a fotografare il relitto dell'Andrea Doria); Peter Matthiessen partecipò al viaggio in qualità di cronista e naturalista.
Il romanzo prende il titolo da un passo del libro stesso:
(Peter Matthiessen, Meridiano Blu, traduzione di Marco Del Freo, Sperling & Kupfer)
Il lungo itinerario-17 mesi- per rintracciare il grande predatore, dalle coste del Sudafrica fino alle acque dell'Australia, passando per Ceylon e il Madagascar, diventa per l'autore un'occasione non solo per descrivere le pionieristiche attrezzature necessarie per affrontare gli squali e lo svolgimento tecnico delle operazioni, ma anche per raccontare le dinamiche di relazione che si instaurano all'interno della piccola comunità a bordo della Terrier III, l'ex baleniera attrezzata per la missione.
Le difficoltà dell'impresa infatti sono un banco di prova proprio per la sua riuscita: l'ostilità dell'ambiente acquatico e la pericolosità del contatto con gli animali suscitano emozioni e tensioni individuali violente che necessitano di grande attenzione, volontà e motivazione da parte delle singole personalità per evitare l'allargarsi di conflitti all'interno del gruppo, che guasterebbero l'armonia necessaria per portare a compimento un'opera così ardua ed unica nel suo genere.

Nel libro, al racconto dalle pericolose immersioni subacquee effettuate sia di giorno che di notte in mare aperto, con l'unica protezione di una gabbia di alluminio, si alternano le descrizioni dei diversi luoghi raggiunti dalla troupe e delle numerose specie animali incontrate, illustrate con rigore scientifico.

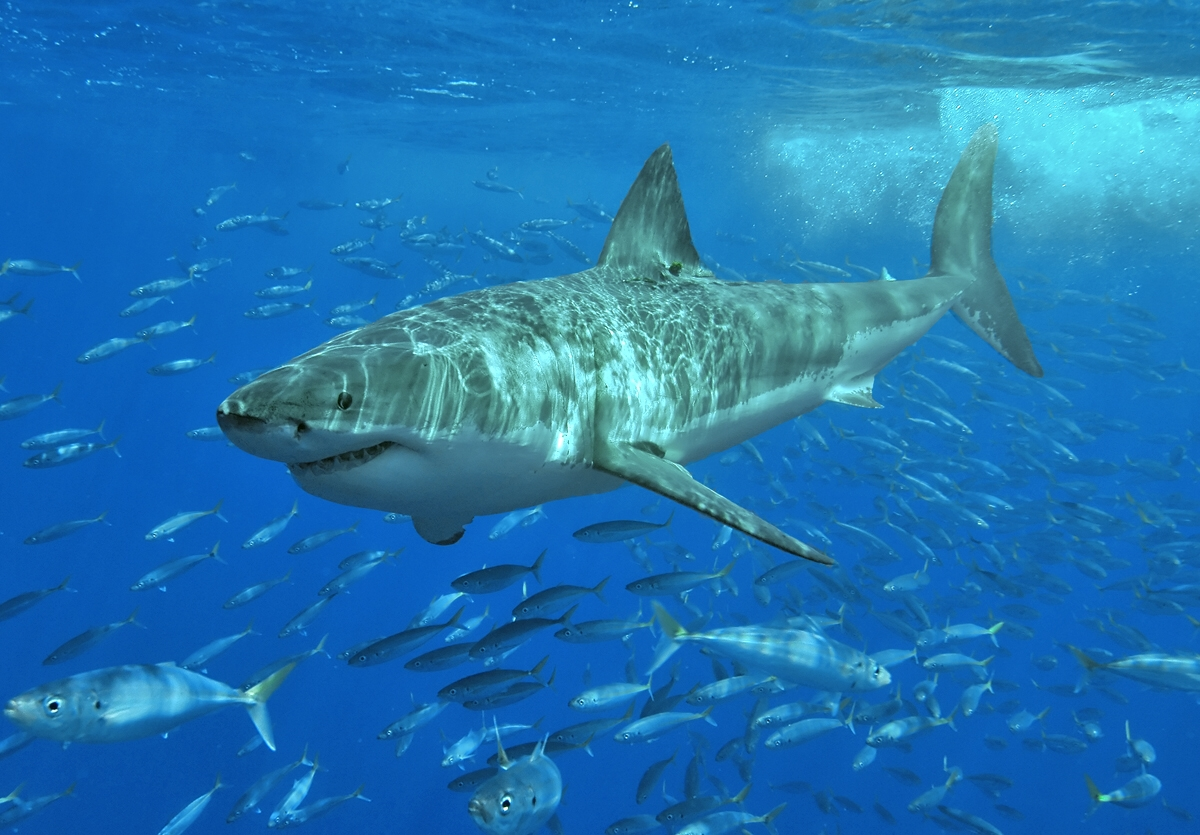
Il grande squalo bianco

In vari passi del libro Matthiessen denuncia l'inutilità e crudeltà di pratiche come la caccia alle balene e sottolinea che anche creature così terrificanti e mortali come i grandi squali oceanici meritano il nostro rispetto:
(Peter Matthiessen, Meridiano Blu, traduzione di Marco Del Freo, Sperling & Kupfer)
L'opera è corredata da molte fotografie in b/n. Al libro è seguito il film-documentario del 1971 Mare blu, morte bianca (Blue Water, White Death), per la regia di Peter Gimbel e James Lipscomb.